# Saint-Oyen (Francia)
Saint-Oyen è un comune francese di 211 abitanti situato nel dipartimento della Savoia della regione dell'Alvernia-Rodano-Alpi.

## Società

### Evoluzione demografica
Abitanti censiti

## Amministrazione

### Gemellaggi
- Saint-Oyen, dal 1986
- Saint-Oyens, dal 1986
- Montbellet, dal 2002, per la frazione di Saint-Oyen.